# Pfarrkirche Wartberg an der Krems

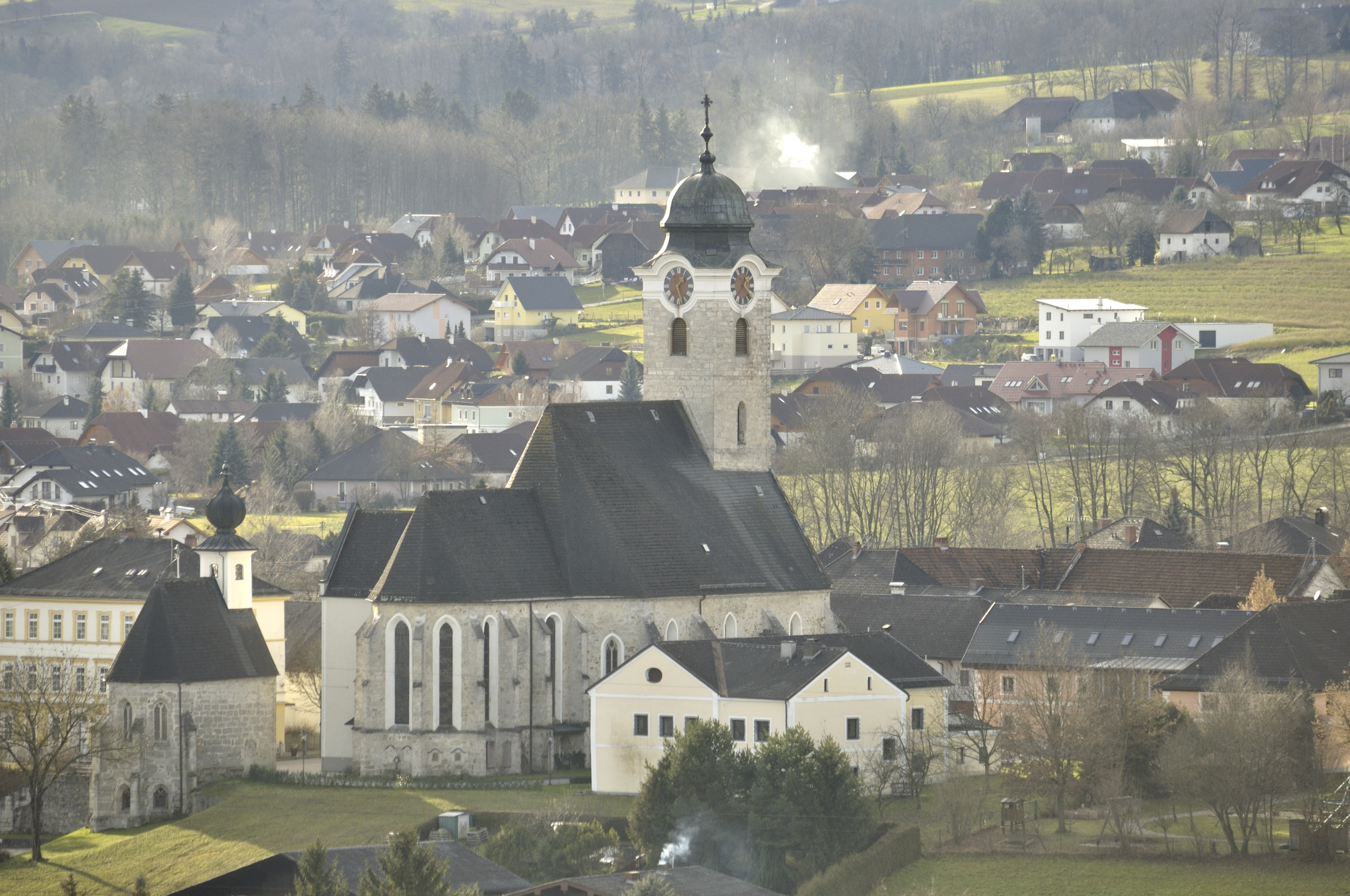
Pfarrkirche hl. Kilian in Wartberg an der Krems

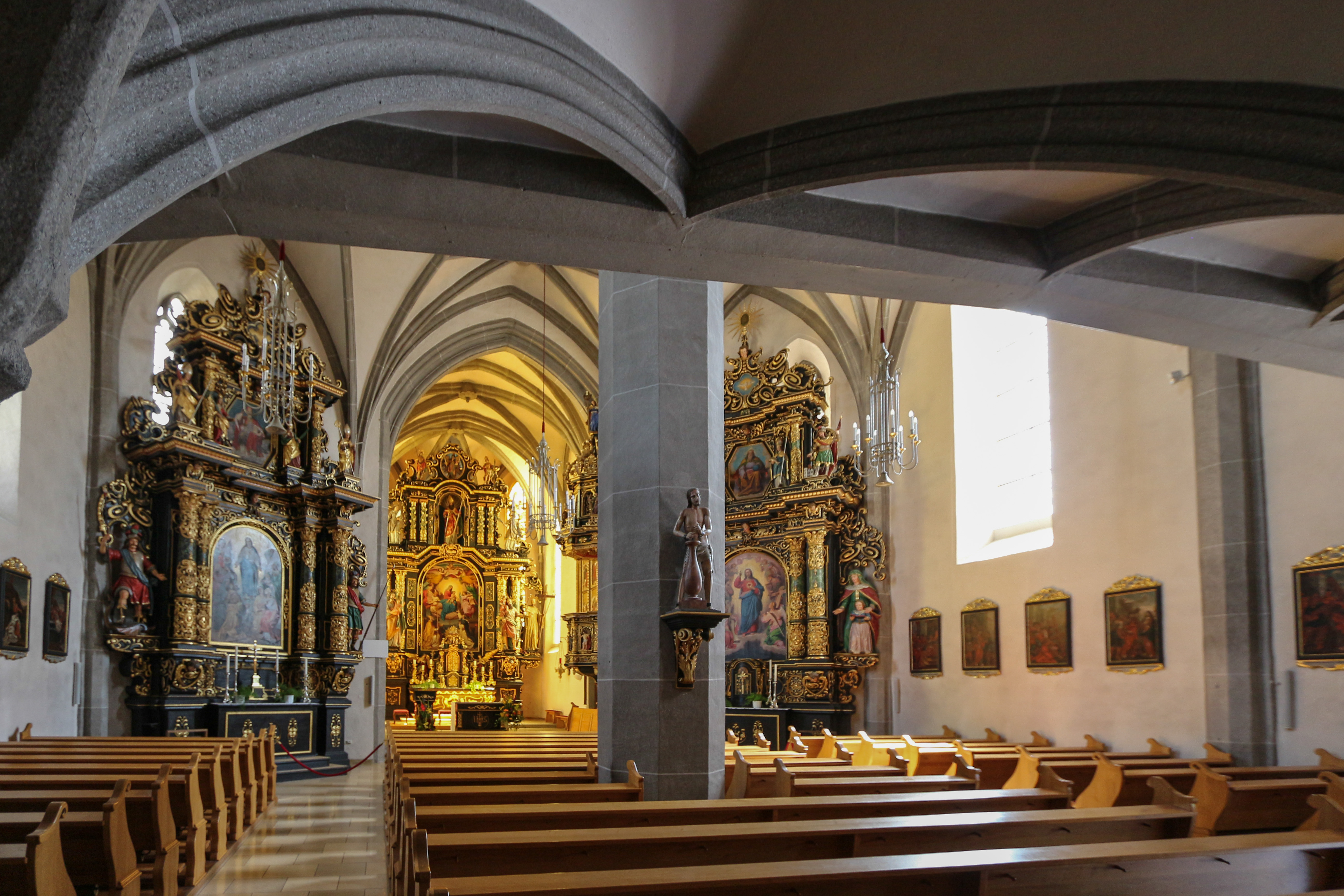
Blick zum Chor

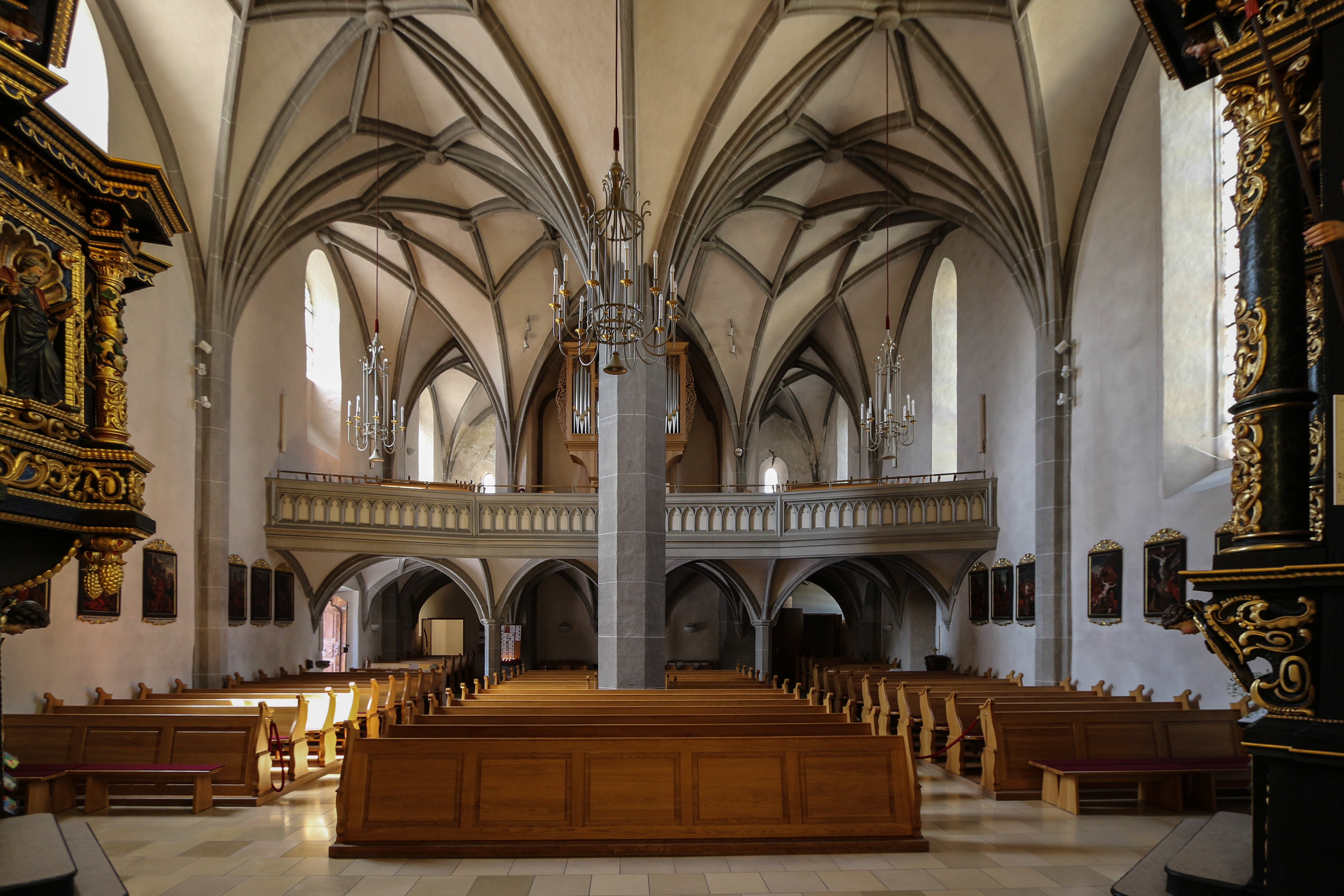
Blick zur Empore

Die Pfarrkirche Wartberg an der Krems steht im Ort Wartberg an der Krems in der Marktgemeinde Wartberg an der Krems in Oberösterreich. Die römisch-katholische Pfarrkirche hl. Kilian – dem Stift Schlierbach inkorporiert – gehört zum Dekanat Windischgarsten in der Diözese Linz. Die Kirche steht unter Denkmalschutz (Listeneintrag).

## Geschichte
Eine Kirche wurde 1083 urkundlich genannt. 

## Architektur
Der eingezogene Chor hat ein Kreuzrippengewölbe und einen Fünfachtelschluss. Es stammt aus dem 14. Jahrhundert. Das spätgotische, zweischiffige und zweijochige Langhaus, ein Einsäulenraum mit einem bemerkenswerten Netzrippengewölbe, hat sehr schöne Raumverhältnisse. Die Ostwand zum Chor ist abgeschrägt. Die vierachsige, zweimal gebrochene Westempore liegt auf einem Netz- und Kreuzrippengewölbe. Das Nordportal ist spätgotisch. Das Südportal, auch spätgotisch, ist reich profiliert und hat eine vorgesetzte, tonnengewölbte Vorhalle mit Stuck aus dem 2. Viertel des 18. Jahrhunderts. Der im Langhaus eingebaute Westturm wurde nach dem Brand 1738 wieder aufgebaut. Er hat eine barocke Turmhaube und trägt in einer Nische eine Statue der  Immaculata (1763). In der Sakristei ist eine Stuckdecke aus 1680/1681.

## Ausstattung
Die Kirche hat eine bemerkenswert reiche Einrichtung im Knorpelwerkstil.